# ANTLR
ANTLR (от англ. ANother Tool for Language Recognition — «ещё одно средство распознавания языков») — генератор нисходящих анализаторов для формальных языков. ANTLR преобразует контекстно-свободную грамматику в виде РБНФ в программу на C++, Java, C#, JavaScript, Go, Swift, Python. Используется для разработки компиляторов, интерпретаторов и трансляторов.

## Преимущества
- Свободное программное обеспечение.
- Использование единой нотации для описания лексических и синтаксических анализаторов.
- Применение нисходящего, а не восходящего анализа.
- Удобство работы с абстрактным синтаксическим деревом.
- Предоставление сообщений об ошибках и восстановление после них.
- Наличие визуальных сред разработки (ANTLR Works, ANTLR Studio, плагинов к Eclipse и IntellliJ IDEA), которые позволяют создавать и отлаживать грамматики, поддерживают подсветку синтаксиса, автодополнение, визуальное отображание грамматик, строящееся в реальном времени по мере ввода, отладчик, рефакторинг.

## Применение
ANTLR широко используется в крупных известных продуктах:
- Реализация языков программирования Groovy, Jython, Processing, Apex
- Анализ языков запросов в системах баз данных Hibernate HQL, Cassandra, Hive, Pig
- Анализ языков программирования в средах разработки: NetBeans C++, Oracle SQL Developer IDE, IntelliJ IDEA Clion.

## Краткая справка элементов языка
```
(...) подправило
(...)* повторение подправила 0 или более раз
(...)+ Повторение подправила 1 или более раз
(...)? подправило, может отсутствовать
{...} семантические действия (на языке, использующемся в качестве выходного - напр., Java)
[...] параметры правила
| оператор альтернативы
.. оператор диапазона
~ отрицание
. любой символ
= присваивание
: метка начала правила
; метка конца правила

```

## Пример простейшей грамматики
```
grammar
 
T
;
//имя грамматики, должно совпадать с названием файла

//нетерминальные символы:

msg
 
:
 
'name'
 
ID
 
';'
 

	
{

		System.out.println("Hello, "+
$ID
.
text
+"!");

	
}
 
;

//терминальные символы

ID
:
 
'a'
..
'z'
 
+
 
;
//произвольное ( но >=1) количество букв

WS
:
 
(
' '
 
|
'\n'
 
|
'\r'
 
)+
 
{
$channel
=HIDDEN;
}
 
;
 
// пробел, перенос строки, табуляция

```